# Forte di Bard
Il forte di Bard (pronunciato [bar]; in francese fort de Bard) è un complesso fortificato fatto riedificare nel XIX secolo da Casa Savoia sulla rocca che sovrasta il borgo di Bard, in Valle d'Aosta.
Dopo un lungo periodo di abbandono, il forte è stato totalmente restaurato con interventi ispirati al recupero conservativo: è stato aperto ai visitatori nel gennaio 2006. Attualmente ospita esposizioni di arte antica, moderna, contemporanea e di fotografia.. Il forte è inoltre sede di tre percorsi permanenti: Il museo delle Alpi, Alpi dei ragazzi, Le prigioni, e Il museo del Forte.
Nel cortile interno principale si svolgono nel periodo estivo rappresentazioni musicali e teatrali. Oltre alle attività didattiche il Forte ospita dei programmi originali come ad esempio I colloqui del Forte di Bard, Napoleonica, Meteolab, oltre a eventi sportivi come il MonterosaWalserUltraTrail e Forteight.
Il Forte è attrezzato con caffetteria, ristorante, sale per eventi, sale congressi multimediali, libreria, infolounge, wifi in molte aree; ospita anche un albergo.
Il suo costruttore fu Antonio Francesco Olivero. Il progetto durò 8 anni (1830-1838).

## Territorio

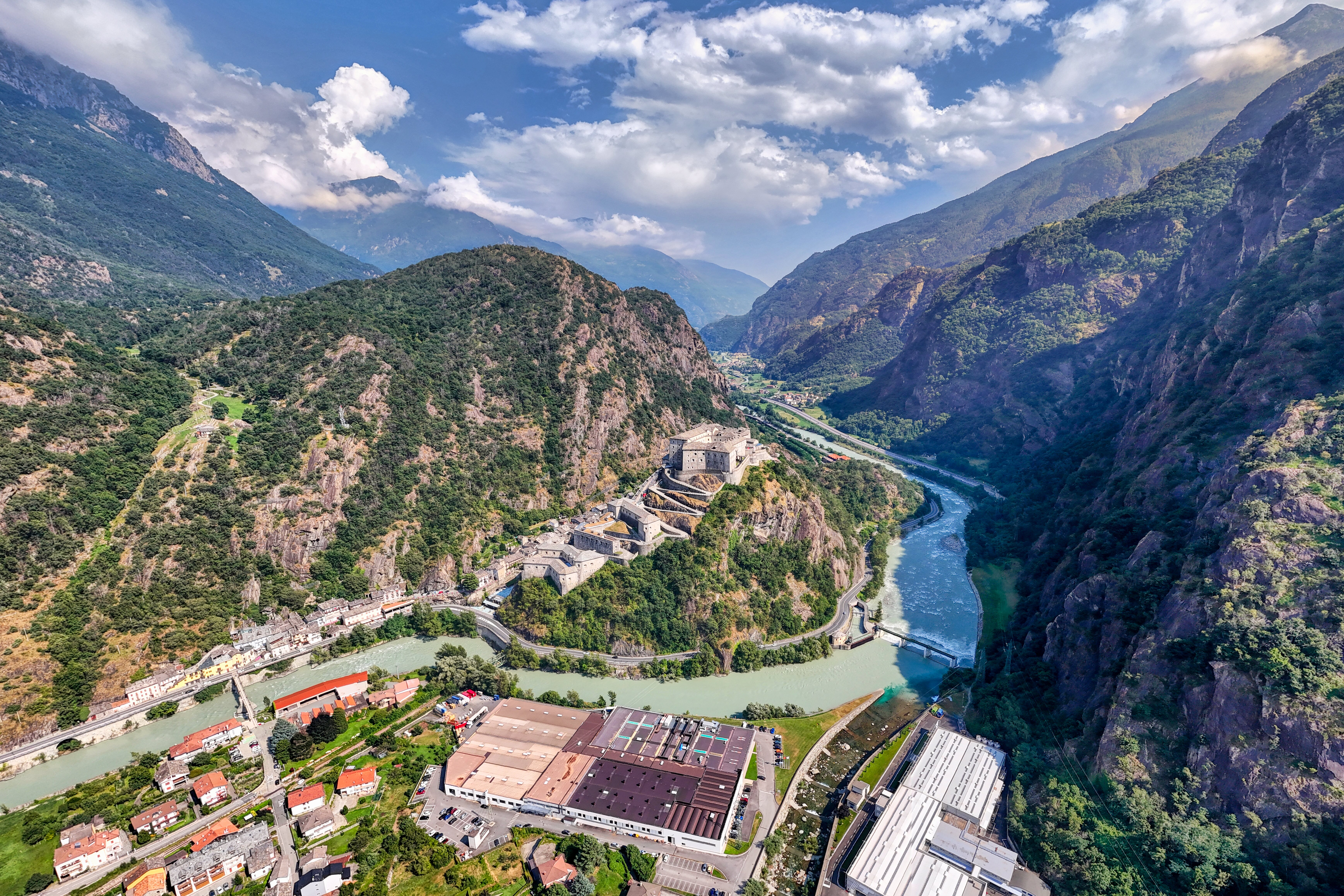
La posizione strategica del forte sulla Dora Baltea

Dal punto di vista orografico, il forte si trova sulla sinistra della Dora Baltea, sulla cima di un promontorio roccioso, a 384 m s.l.m.
La posizione del forte di Bard è strategica poiché in questo punto la valle della Dora Baltea si stringe fino a formare una gola che nei secoli ha marcato un confine culturale, politico e religioso della Valle d'Aosta.
Ai piedi del promontorio, nella gola lungo la SS 26 in direzione di Donnas, si trova il geosito neolitico di Bard.

## Storia

### Le origini
La particolare posizione della rocca dov'è situato il forte, lungo il corso della Dora Baltea, permise in passato un agevole controllo del passaggio in entrambe le direttrici, tra la Pianura Padana e la Savoia.
Documenti storici testimoniano la presenza di un presidio ostrogoto (Clausuræ augustanæ) nell'area già nel VI secolo, ovvero all'epoca di Teodorico: in particolare, di una guarnigione consistente di 60 uomini.

### Il Medioevo
Il forte viene spesso nominato nelle cronache altomedievali dei viaggiatori celebri, che percorsero la Valle d'Aosta e che restavano meravigliati dalla sua perfezione strategica: nel 1034 il forte venne definito inexpugnabile oppidum; all'epoca era sotto il dominio di Boso, visconte di Aosta, e i suoi successori ne restarono in possesso fino a metà del XIII secolo.
Successivamente, fu occupato dalla potente signoria feudale dei Bard, conti locali probabilmente alle dipendenze del vescovado di Aosta. Ugo fu l'ultimo discendente della famiglia dei Bard a presidiare il castello: intorno alla metà del Duecento Amedeo IV di Savoia volle avere personalmente il controllo del forte, impossessandosene e piazzandovi un'imponente guarnigione. Il Castello fu in seguito a lungo sotto il dominio dei Savoia.

### Epoca moderna
La marcia fu però bloccata all'altezza di Bard dall'avamposto arroccato sull'altura che sovrasta la stretta gola lungo la Dora Baltea, custodito da quattrocento soldati austro-piemontesi comandati dal capitano Stockard von Bernkopf.
L'assedio durò due settimane, mentre il grosso delle truppe dell'esercito francese si trovava obbligato ad aggirare la zona attraverso il vicino colle di Albard, dopo di che vi fu la resa, con l'onore delle armi.
(nell'immagine: Una statua lignea del busto di Napoleone custodita a Bard)
Nel 1661 Carlo Emanuele II, duca di Savoia, vi fece installare il presidio del ducato nella Valle, concentrando qui l'artiglieria dopo lo smantellamento delle vicine piazzeforti di Verrès - nel castello di Verrès - e di Montjovet - nel castello di Saint-Germain. Inoltre, ulteriori opere di consolidamento e potenziamento delle strutture difensive furono poi portate a termine nel XVII e nel XVIII secolo.
La fortezza accrebbe la sua fama quando nel 1704, durante la guerra di successione spagnola, Vittorio Amedeo II di Savoia riuscì ad ostacolare la discesa in Italia dei francesi.
Accrebbe ancora nel 1800, quando ad essere fermato dall'avamposto difensivo dell'esercito austro-piemontese fu nientemeno che Napoleone Bonaparte durante la Campagna d'Italia (vedi riquadro). Paradossalmente però, tenendo ottimamente testa ai francesi, la fortezza cagionò anche la propria rovina: il vilain castel de Bard fu raso al suolo per ordine dello stesso Napoleone, indispettito dalla strenua resistenza dei soldati italiani ed austriaci che gli avevano procurato una simile onta, e per eliminare definitivamente la piazzaforte antifrancese.

### Epoca contemporanea

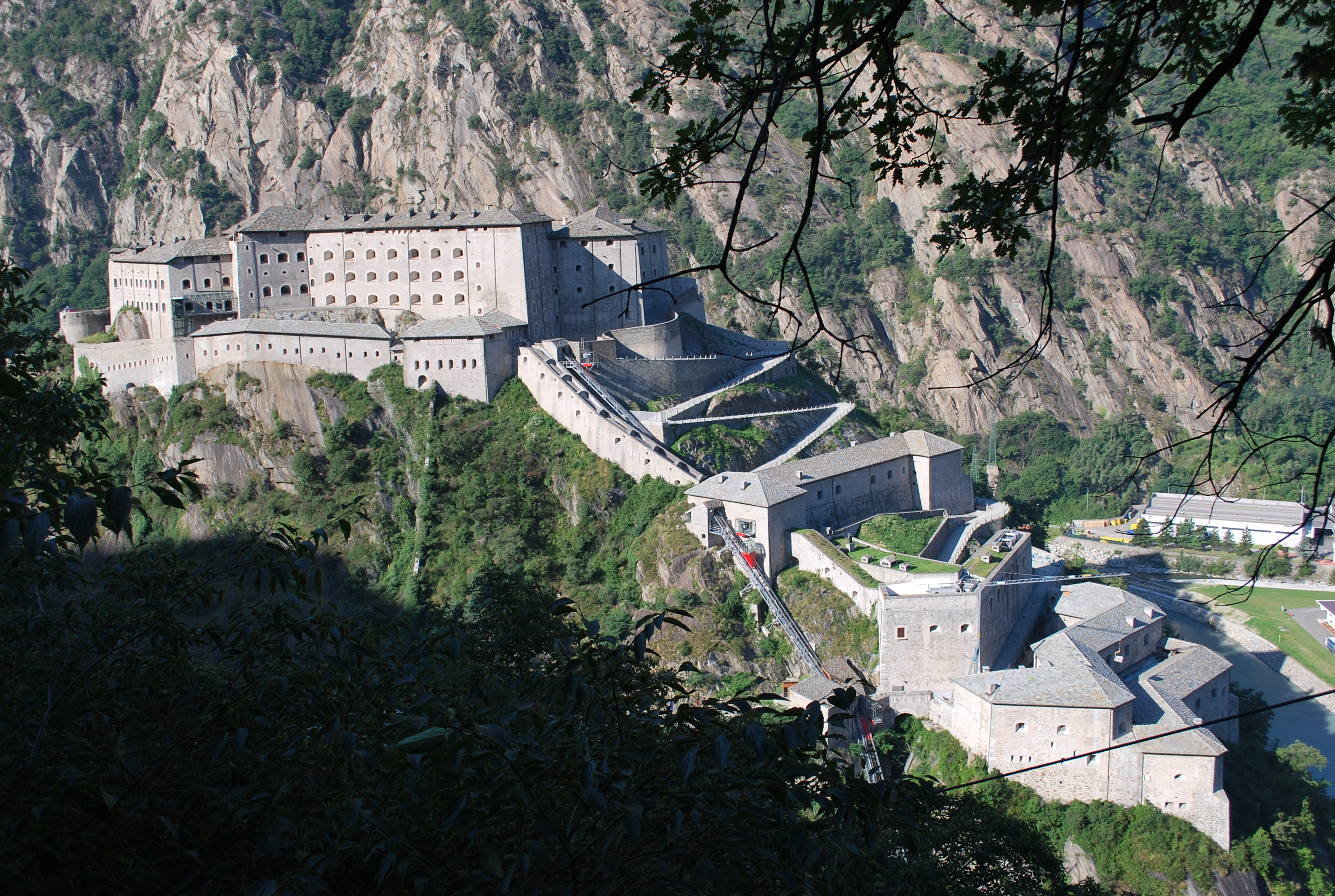
Il forte e i suoi diversi livelli

Dovevano passare trent'anni perché Carlo Felice di Savoia, nel timore di nuove aggressioni da parte francese, affidasse il compito di redigere un progetto di ricostruzione all'ingegnere militare Antonio Francesco Olivero: i lavori di riedificazione si protrassero per otto anni, dal 1830 al 1838, consentendo la realizzazione di diversi corpi di fabbrica disposti su piani differenti: poste più in basso, su due distinti livelli e ideate a forma di tenaglia, l'Opera Ferdinando e l'Opera Mortai; nella parte centrale, l'Opera Vittorio; più in alto, l'Opera Gola e l'Opera Carlo Alberto.
I soldati che potevano essere ospitati nelle 283 stanze del forte erano 416 (il doppio nel caso di utilizzo di giacigli a terra).
Il tutto prevedeva inoltre la costruzione di 176 locali di servizio affacciati su un vasto cortile interno che doveva funzionare da piazza d'armi. Il sistema di strutture autonome e dotate di casematte a protezione garantiva una difesa reciproca in caso di attacco. Munizioni e provviste di cibo per tre mesi erano custodite in ampi magazzini ubicati presso l'Opera Mortai, anch'essi vigilati come il resto della fortezza - da una cinquantina di cannoni.
Caduto in disuso dalla fine del XIX secolo, il forte fu poi adibito a carcere militare e, successivamente fino al 1975 a polveriera dell'Esercito Italiano, dopodiché la proprietà passò alla Regione Autonoma Valle d'Aosta.
Dopo una parziale riapertura nei primi anni ottanta, hanno avuto inizio i lavori di restauro, durati oltre dieci anni e nel 2006 è stato aperto il Museo delle Alpi.

## Galleria d'immagini

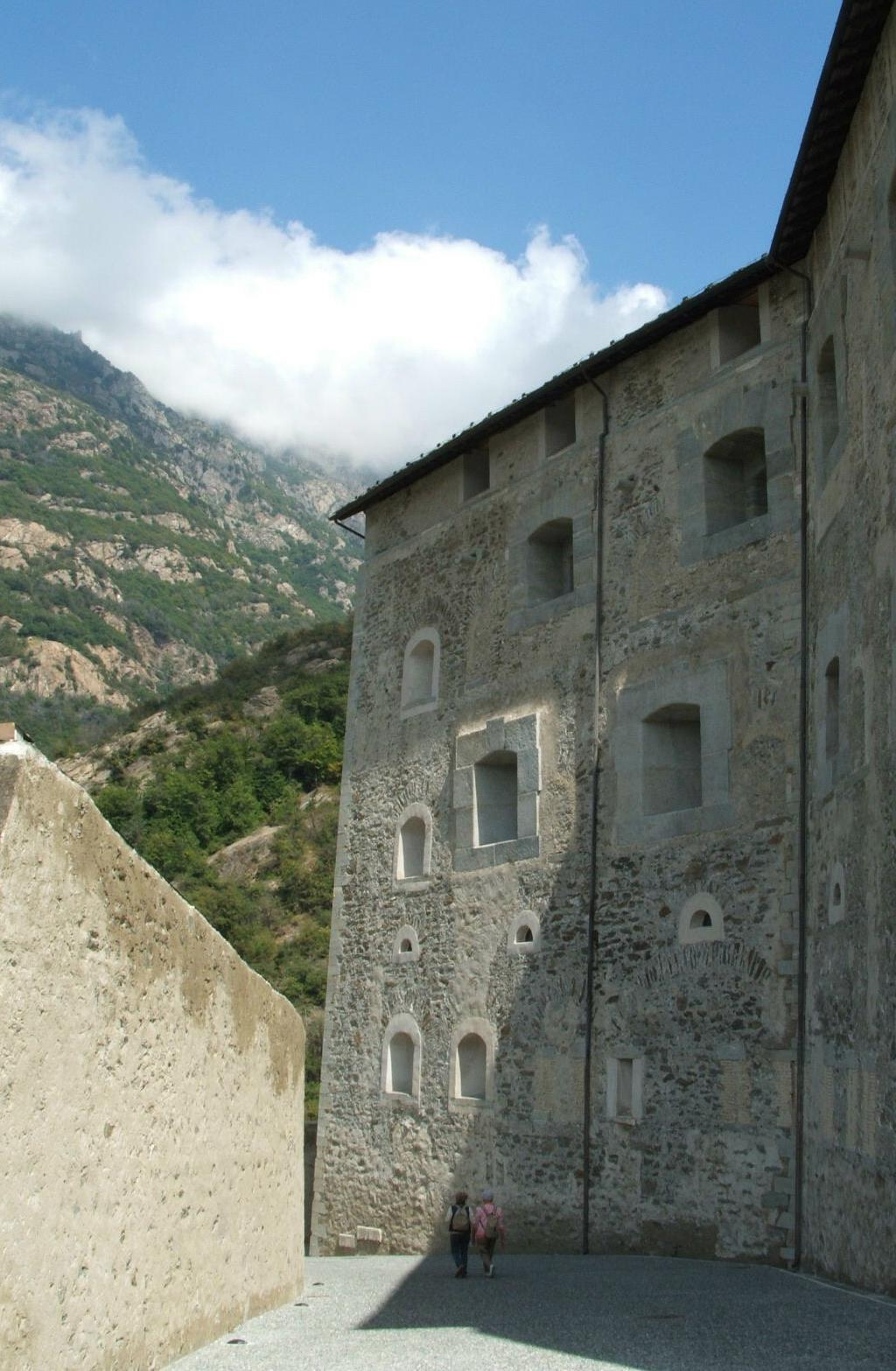
Il corpo centrale del forte di Bard, l'"Opera Carlo Alberto"
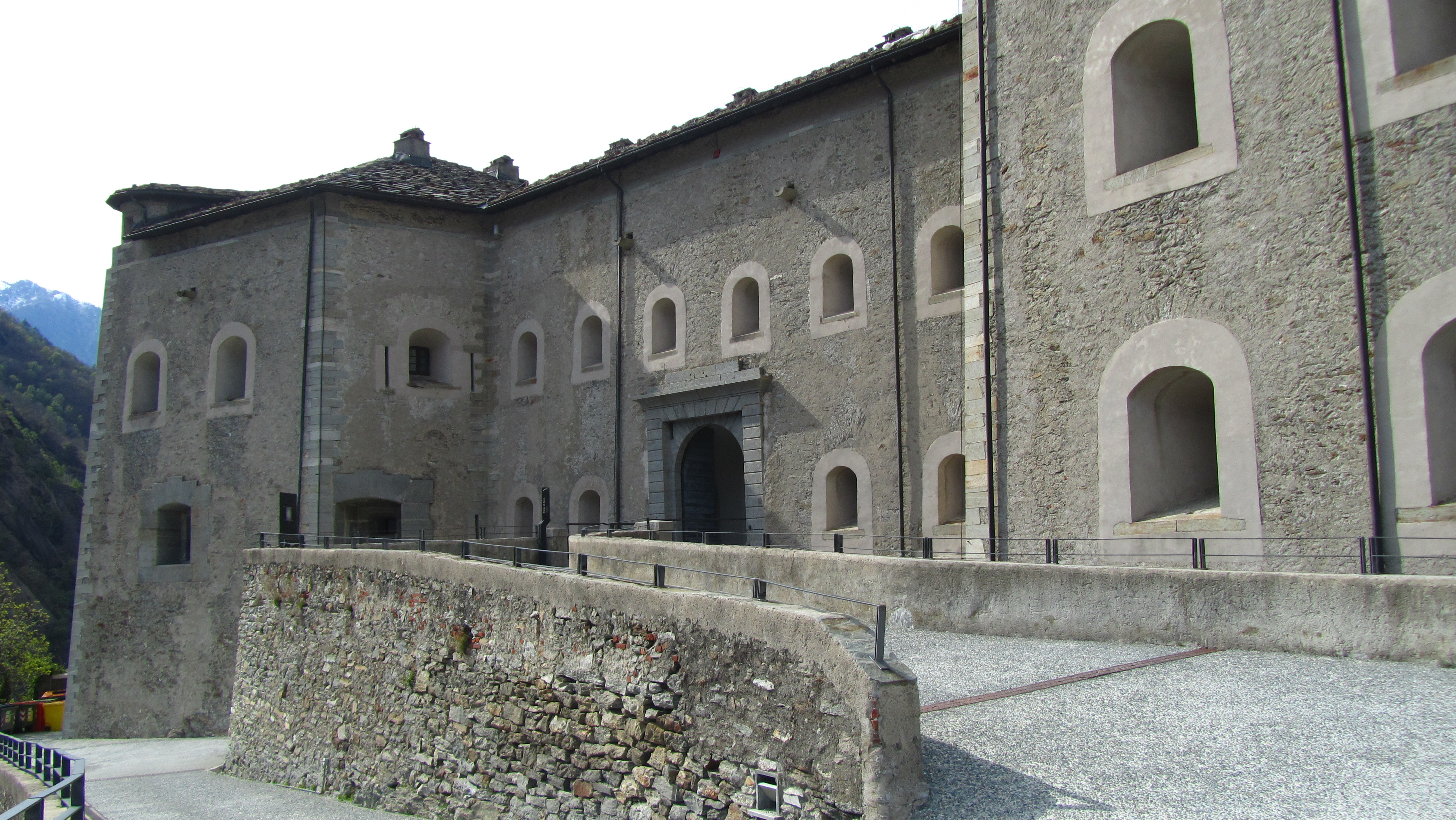
Ingresso all'"Opera Carlo Alberto"
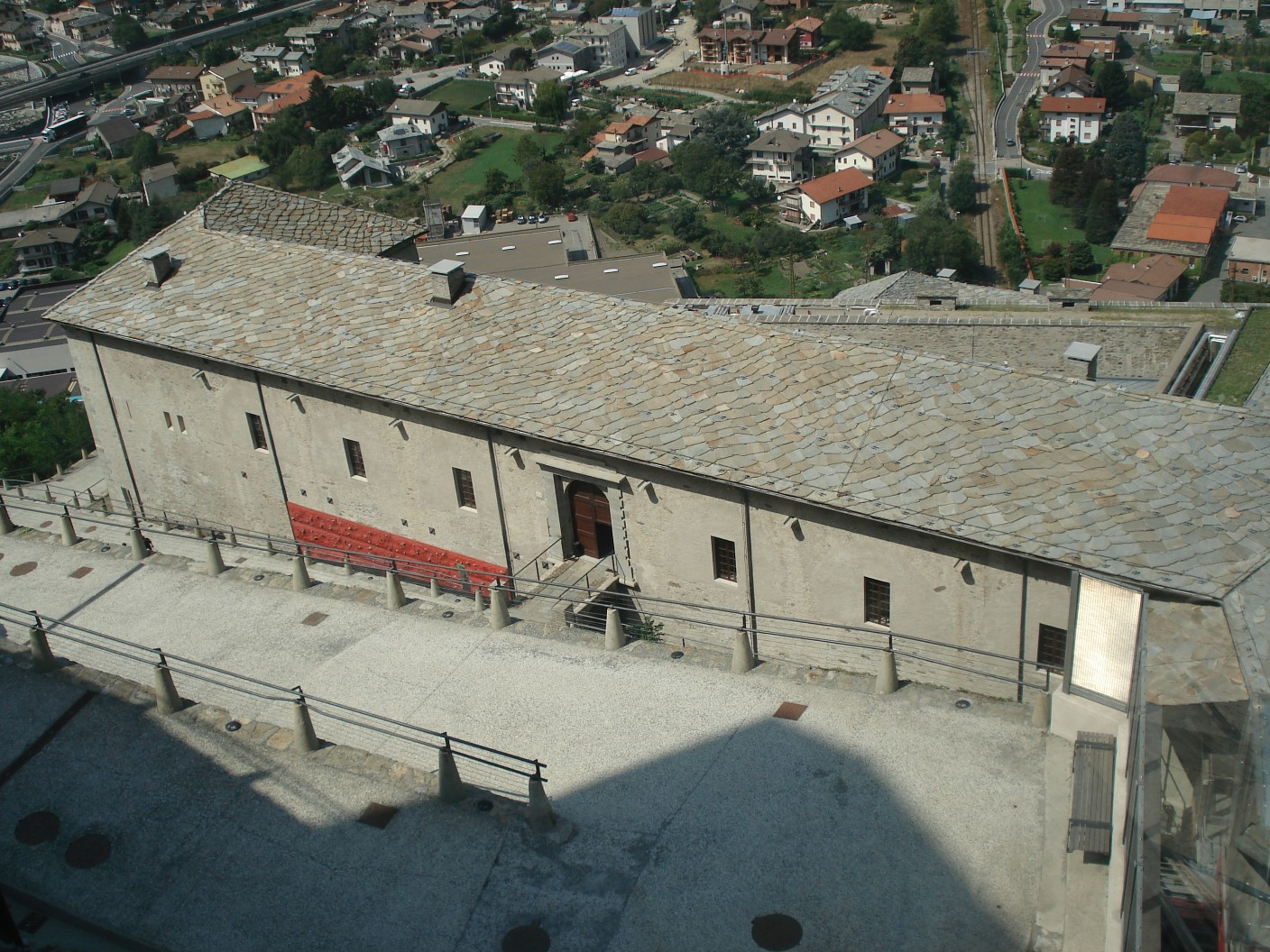
L'"Opera Vittorio"
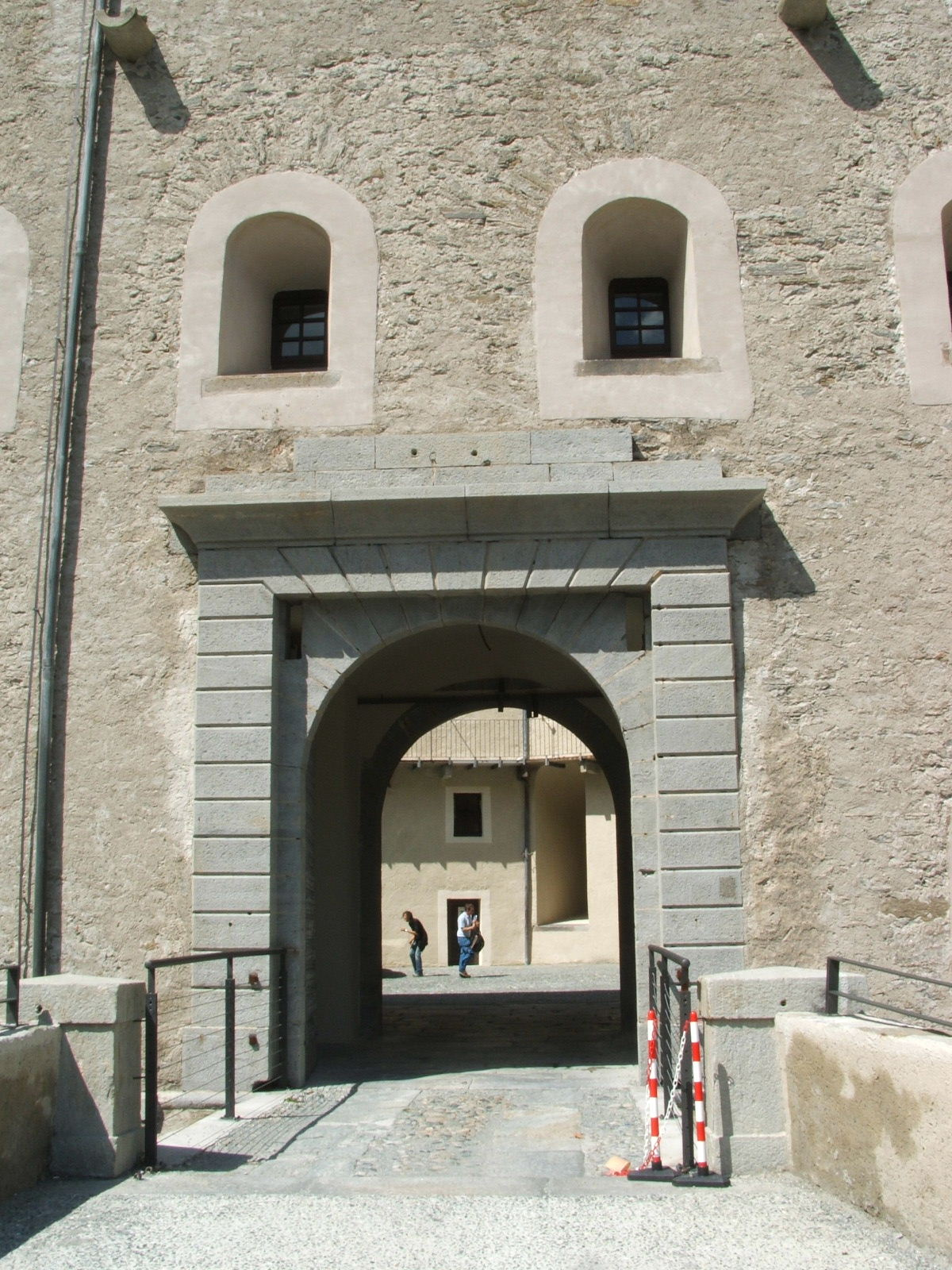
L'accesso al cortile interno
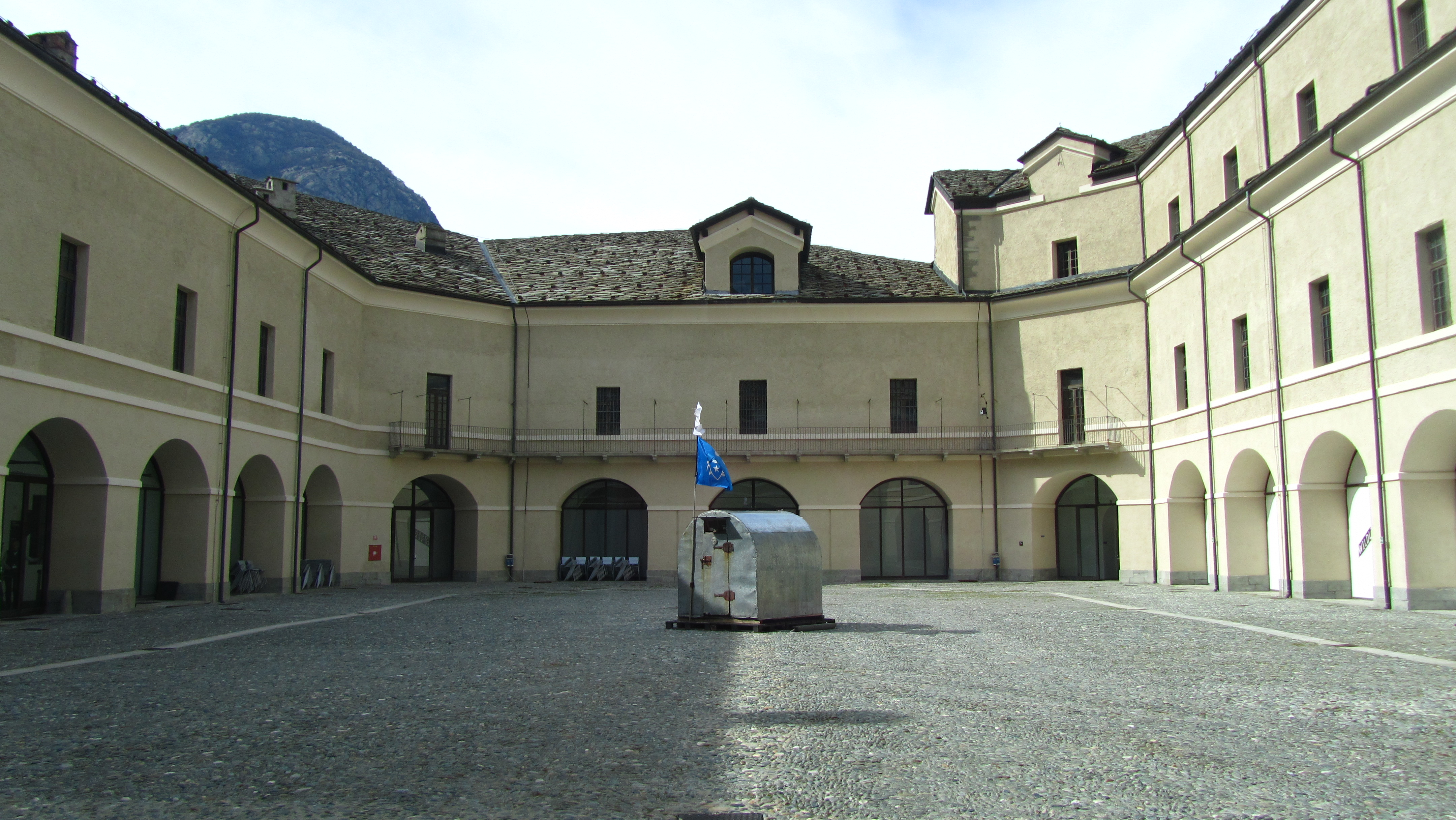
Il cortile interno
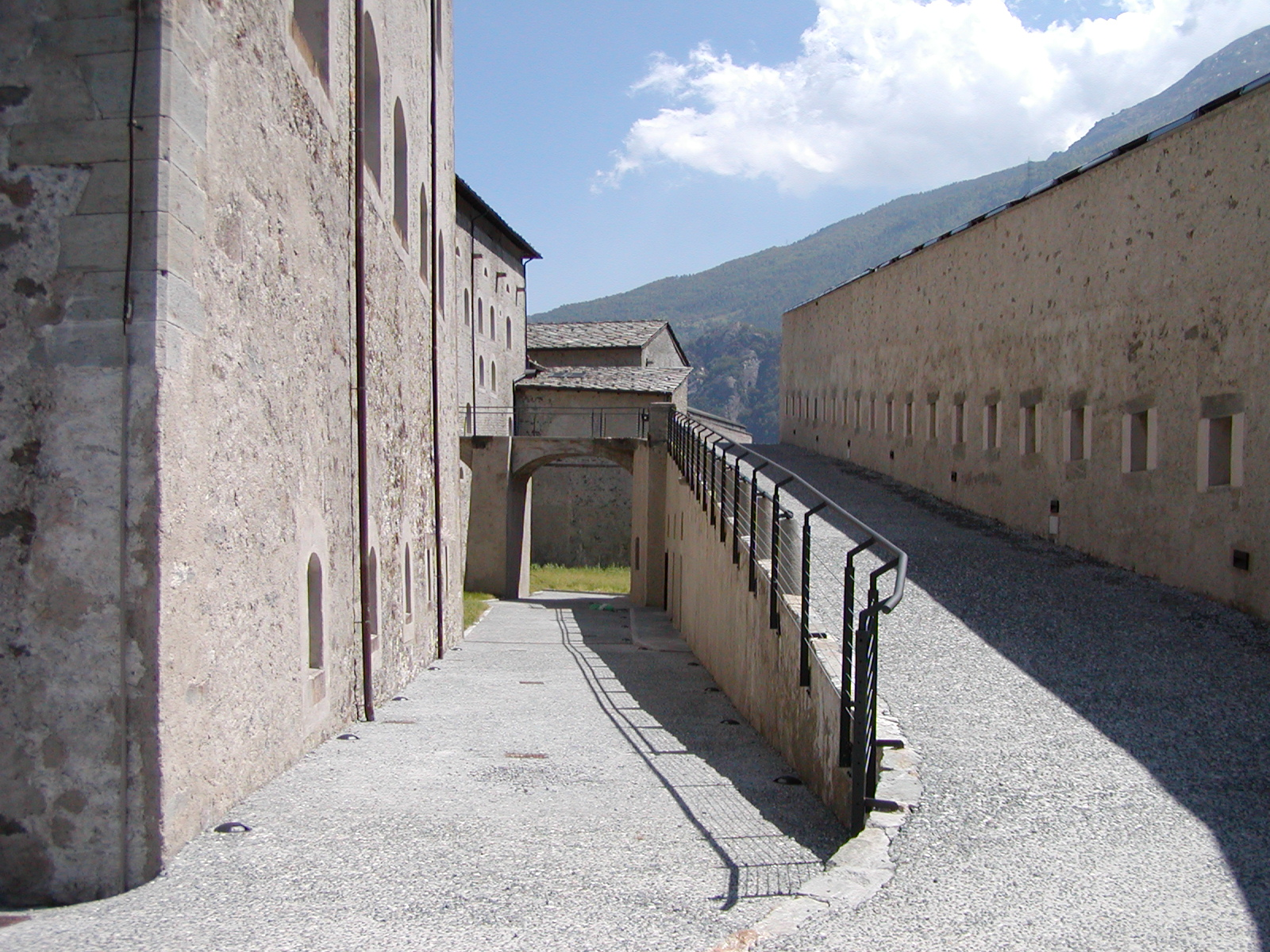
Camminamenti interni
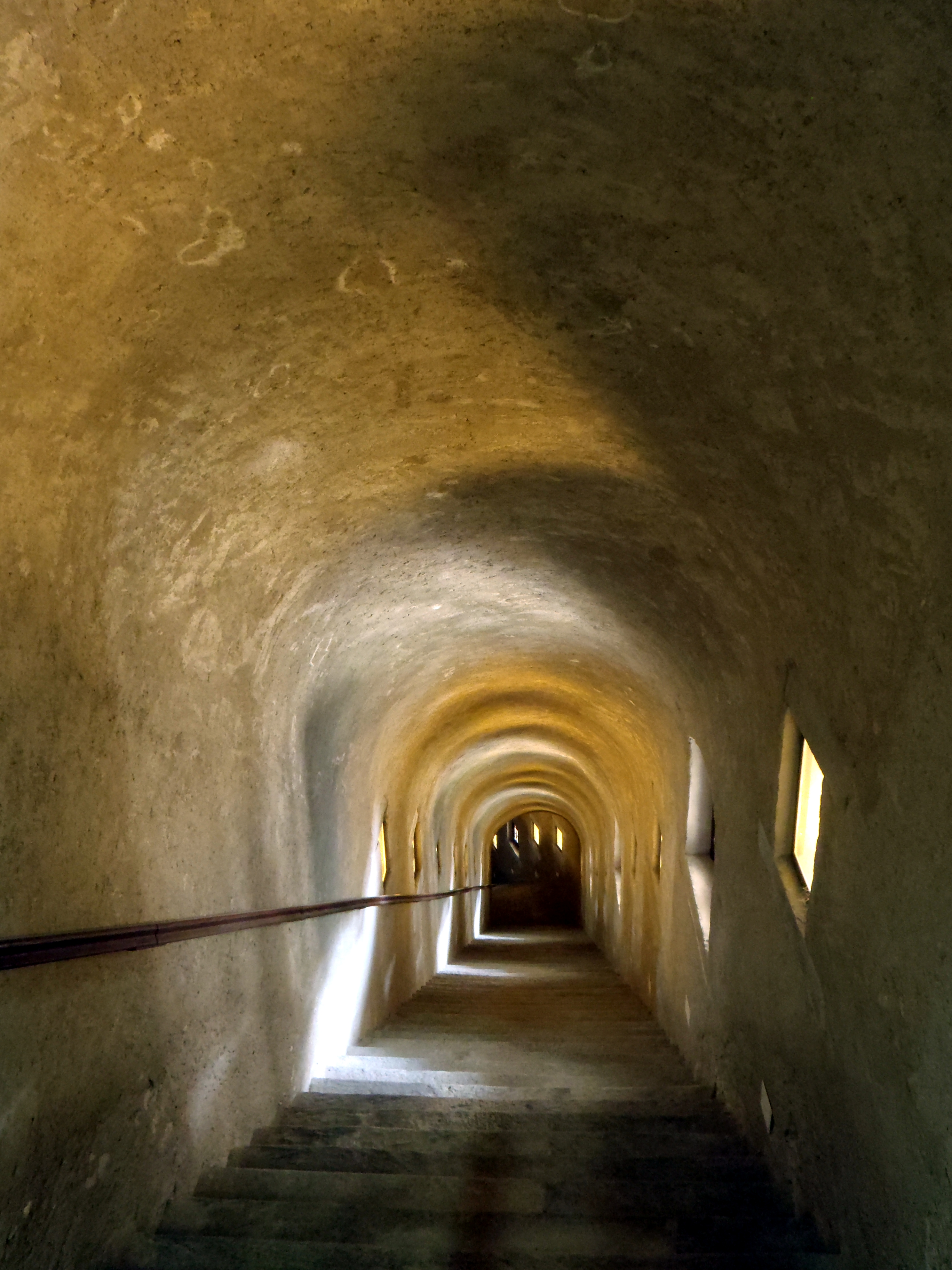
Percorso pedonale coperto
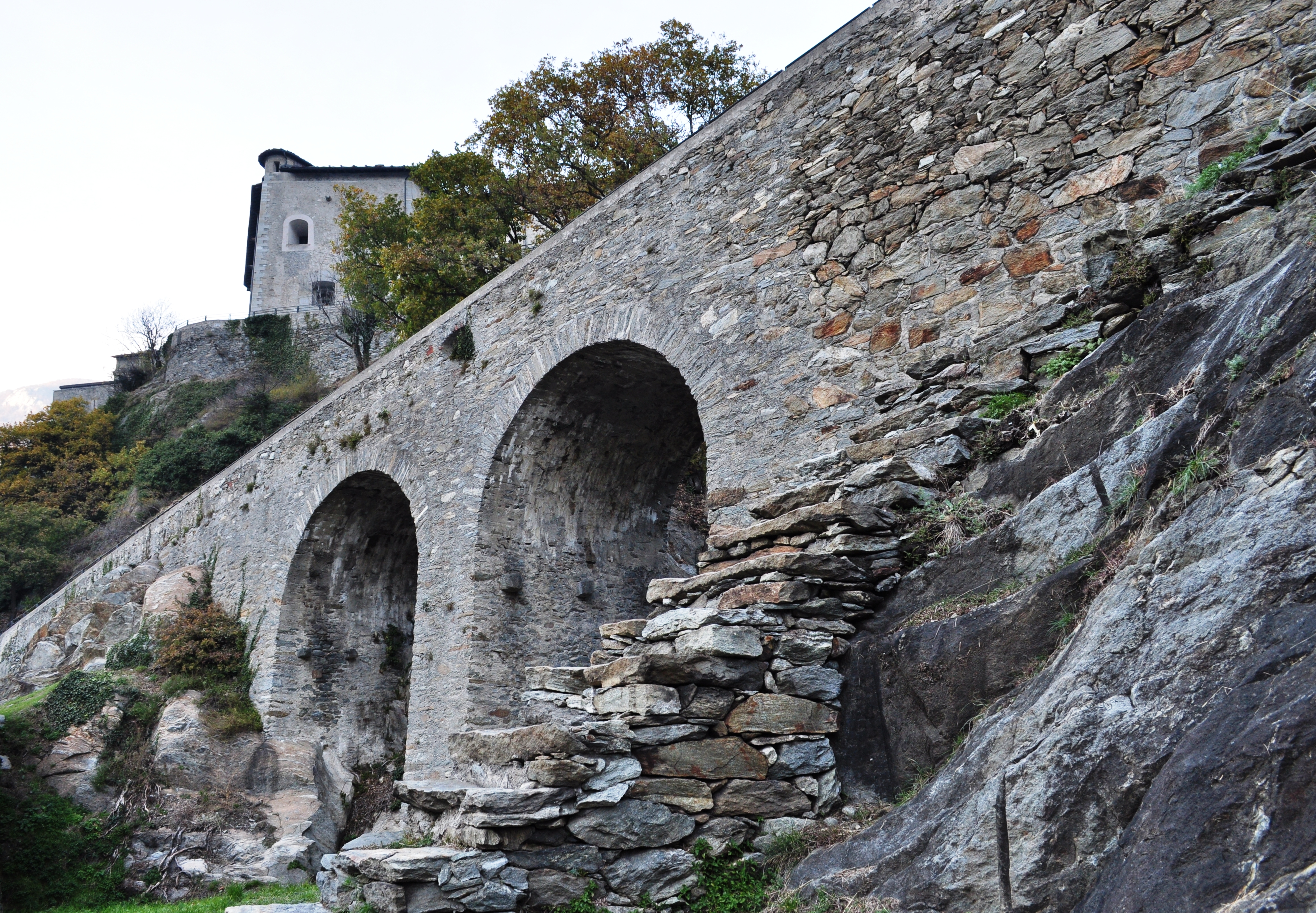
Antico accesso
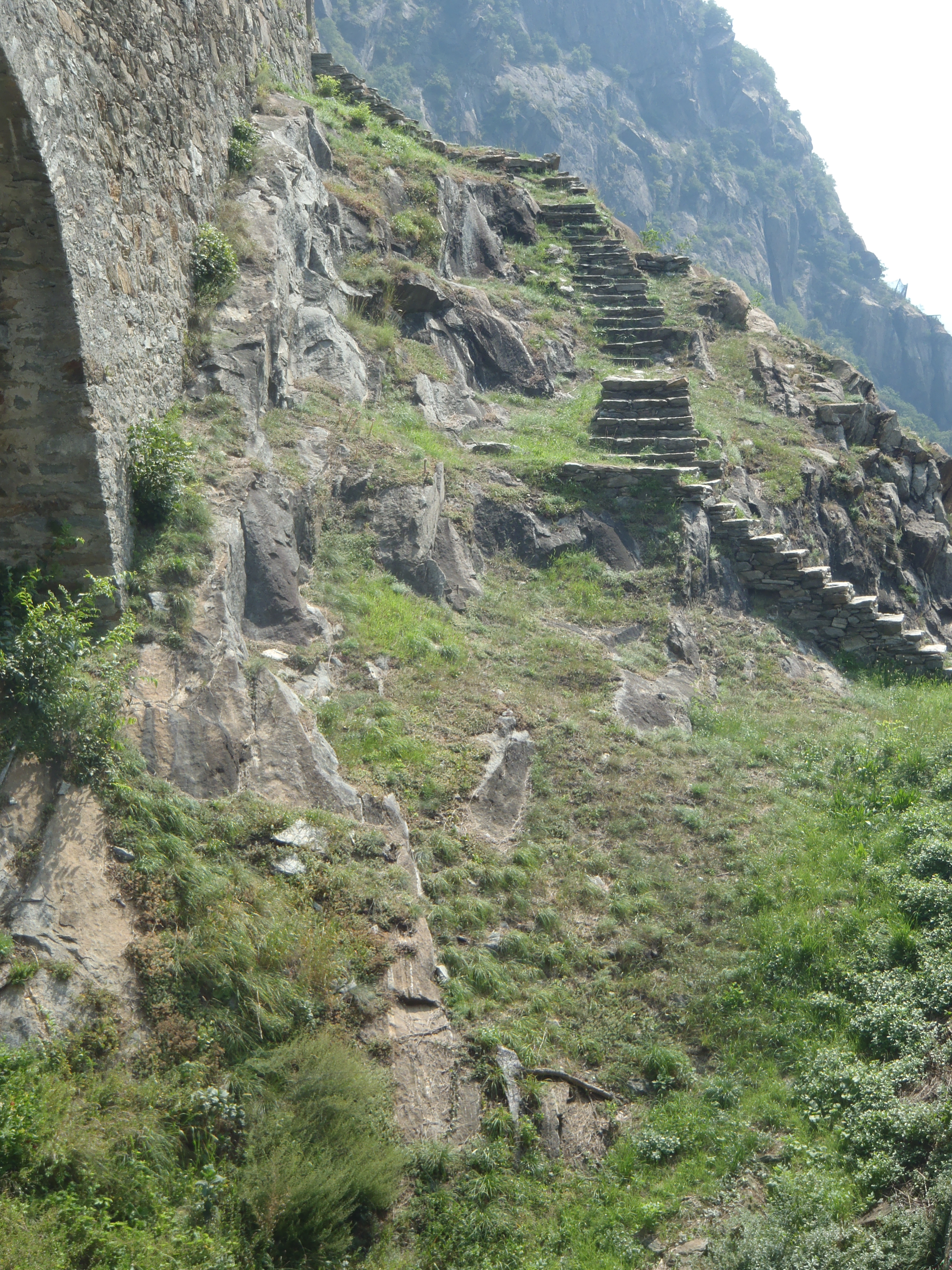
Antica via di accesso sul lato sud
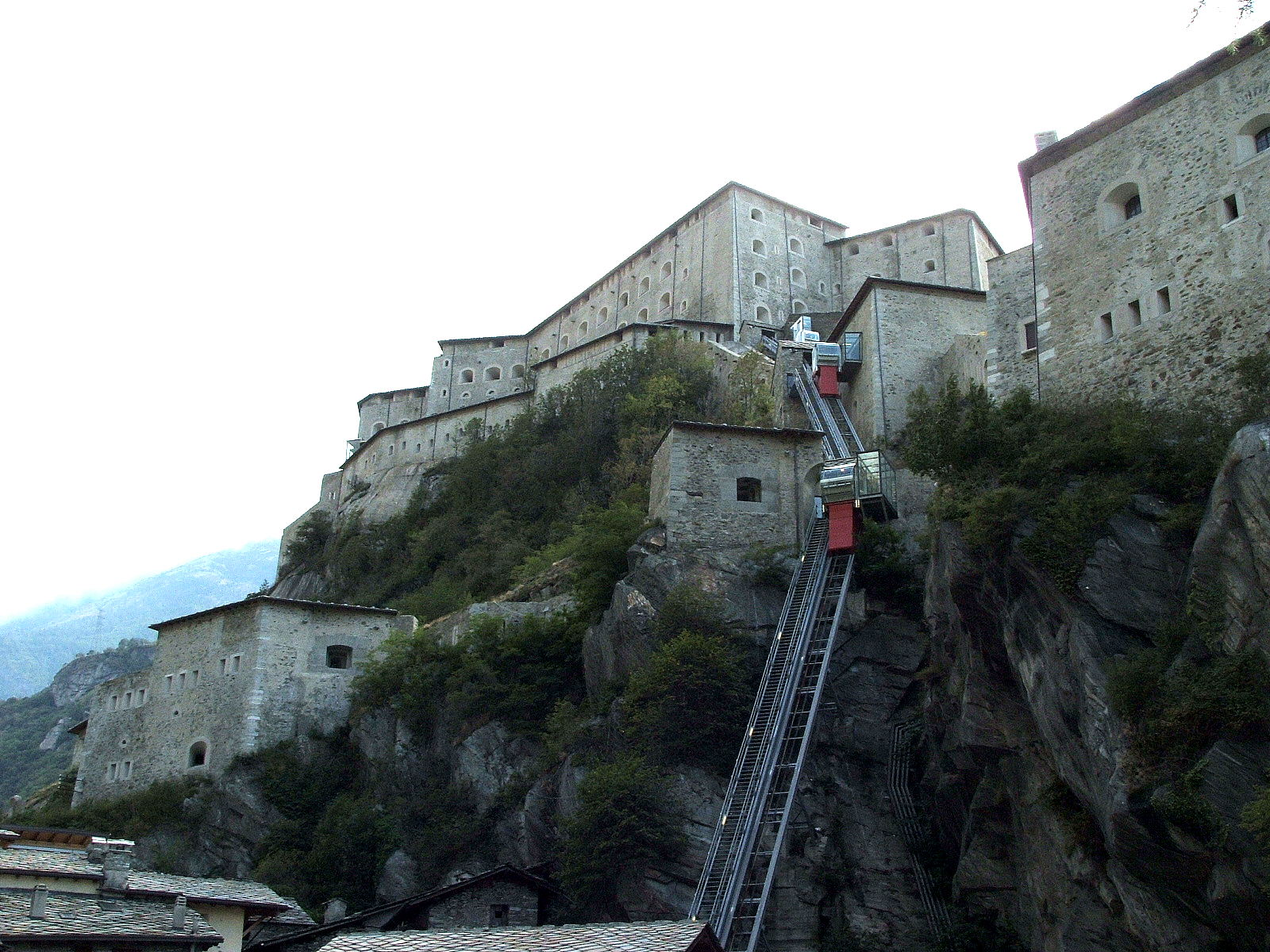
Vista della funicolare di Bard
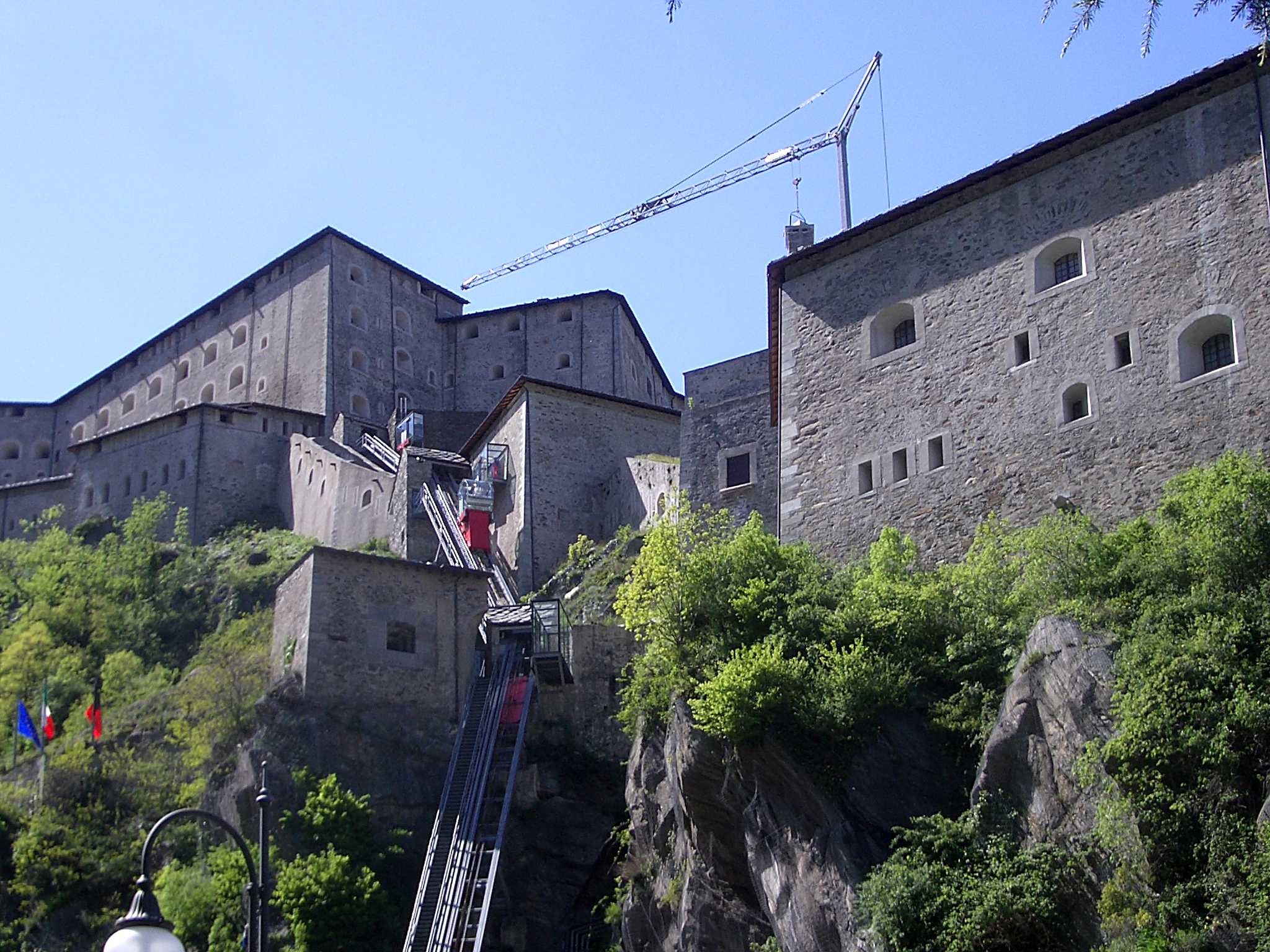
La funicolare
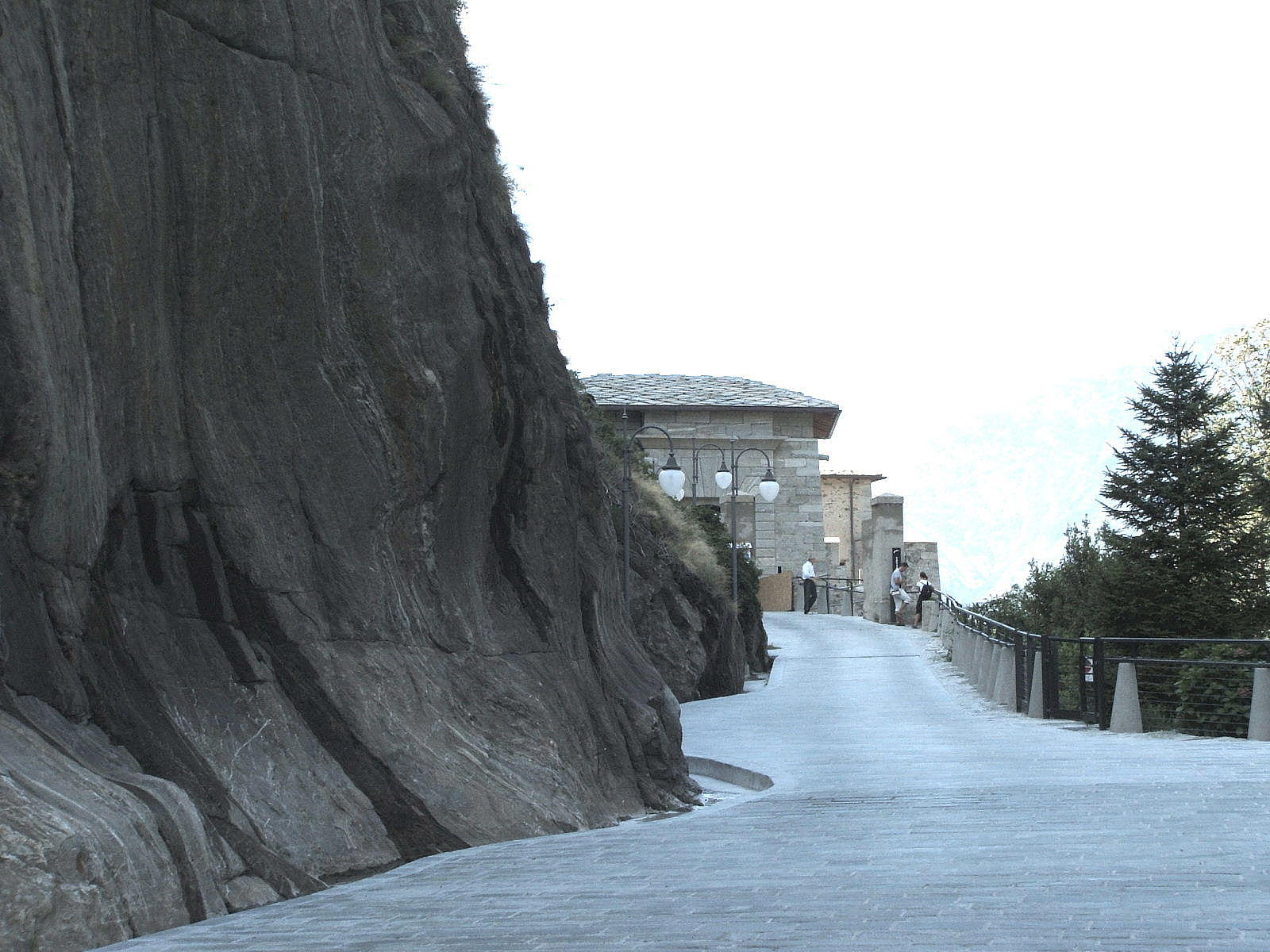
La via di accesso al forte

## La struttura museale

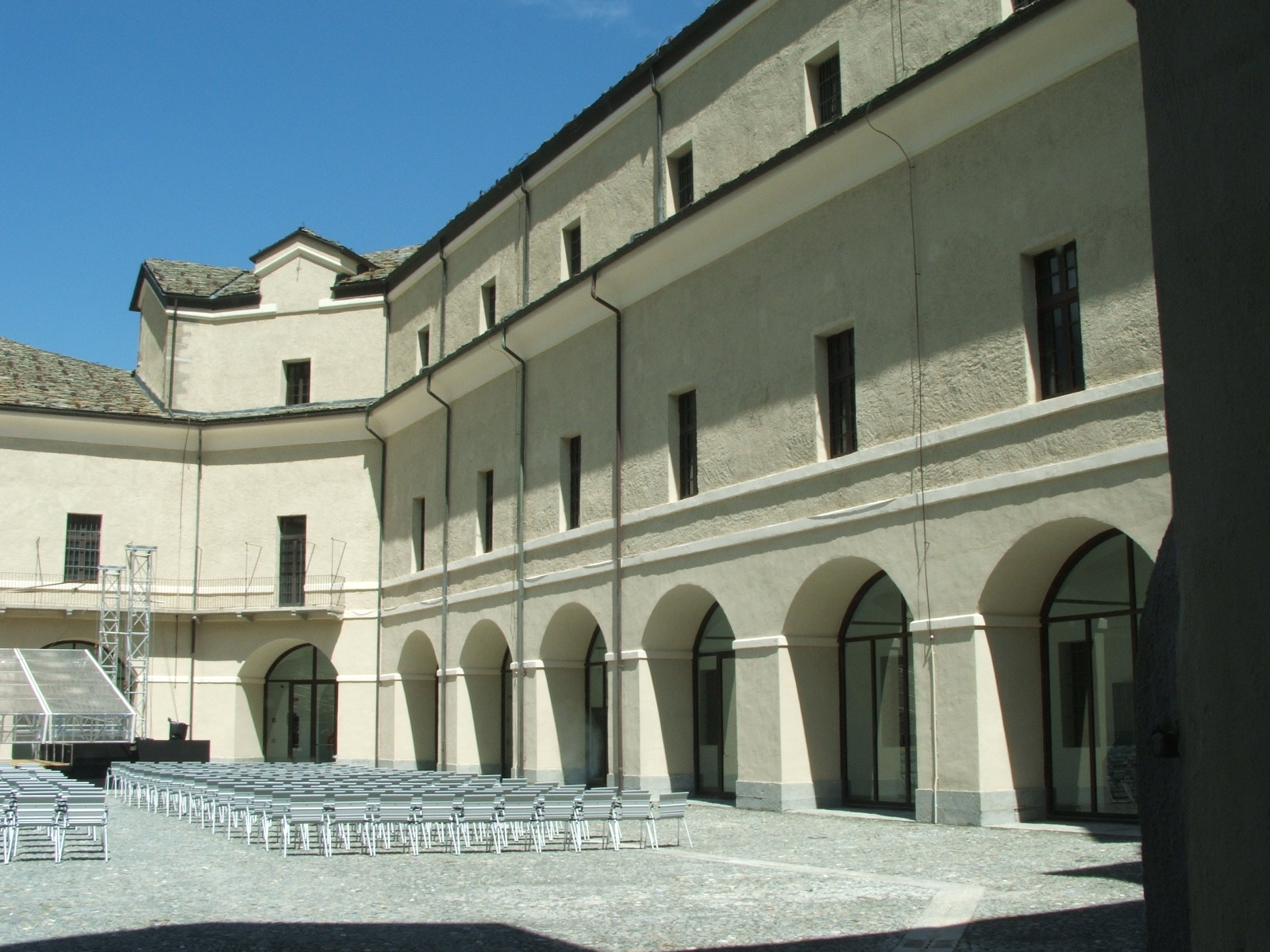
Cortile interno allestito per un evento

Il polo museale è suddiviso nei diversi corpi di fabbrica che costituiscono la fortezza e comunemente "Museo delle Alpi" viene usato come termine ombrello sotto cui si tende a ricomprendere tutte le sezioni museali:
- Museo delle Alpi: si trova nell'Opera Carlo Alberto (piano terra e primo piano);
- Museo del forte: nell'Opera Ferdinando Superiore (piano terra): il nuovo Museo è aperto dal 2017 ed è dedicato alla storia delle fortezze, alle tecniche difensive e all'evoluzione del concetto di frontiera nei tempi di pace;
- Le Alpi dei ragazzi e la Scala del tempo: nell'Opera Vittorio (piano terra): aperto nel 2007, percorso di immagini e suoni tesi a rievocare i principali eventi storici delle Alpi occidentali;
- spazi espositivi per mostre temporanee, il Vallée Culture, centro di informazioni e di promozione del patrimonio culturale e artistico valdostano: nell'Opera Carlo Alberto (piano terra);
- Prigioni: nell'Opera Carlo Alberto (piano interrato. Le Prigioni ospitano un percorso storico architettonico incentrato sulla ricostruzione delle diverse fasi di sviluppo architettonico del Forte di Bard dal castello medievale alla rocca ottocentesca. Inoltre le prigioni celebrano alcuni dei grandi personaggi che hanno caratterizzato il Forte come Napoleone Bonaparte, Camilo Benso conte di Cavour, Henry Beyle (Stendhal) e l'architetto Olivero;
- Spazi per musica e teatro all'aperto: cortili nell'Opera Carlo Alberto e nell'Opera di Gola;
- Sale per conferenze: nell'Opera Carlo Alberto, Sala degli Archi candidi;Sala Olivero
- Area per le scuole con aula didattica per lezioni, incontri e proiezioni: nell'Opera Mortai e Polveriera;

## Eventi
- Marché au fort - a metà ottobre - sagra dei prodotti tipici valdostani.
- Napoleonica: rievocazione dell'assedio delle truppe Napoleoniche, fine maggio
- Monterosa Walser UlTra Trail: il Trail dei Walser alle pendici del Monterosa (primo sabato di agosto)
- Forteight: la 8 km del Forte di Bard (fine settembre)
- I Colloqui del forte di Bard: evento di approfondimento su tematiche specifiche con la regia del Priore di Bose Enzo Bianchi e l'intervento di numerosi interpreti di varie discipline (aprile)
- Meteolab: evento consacrato al tema della sostenibilità e dell'ambiente (novembre)
- Estate al Forte: rassegna di spettacoli e intrattenimenti estivi con eventi di musica, teatro, danza.

## Il forte nel cinema
Il forte di Bard è al centro della scena iniziale del film Avengers: Age of Ultron, diretto da Joss Whedon.
Nel film il forte viene presentato come base segreta della fittizia organizzazione nota come HYDRA, e viene collocato nell'immaginaria nazione europea di Sokovia.
Nel 2018, presso il forte di Bard, vengono girate alcune scene presenti nel film Non è mai passato di Christian Orlandi.

## Il forte nell'arte

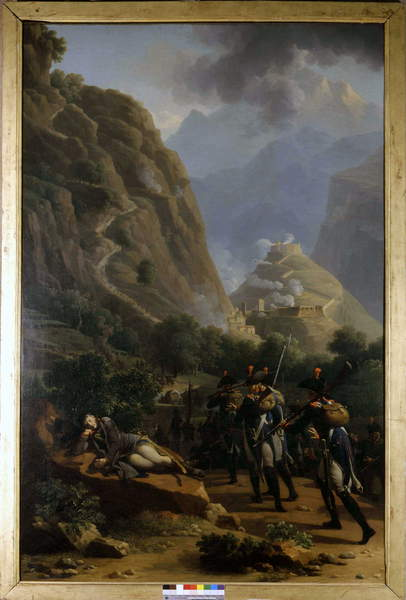
Napoleone al Forte di Bard - Nicolas-Antoine Taunay

Nel 1801 il pittore Nicolas-Antoine Taunay, dipinge un momento della prima tappa relativa alla seconda Campagna d'Italia contro gli austro-russi, conclusa con la vittoria del 14 giugno a Marengo presso Alessandria. 
Valicato il Gran San Bernardo sotto una tormenta di neve, l'esercito francese il primo giugno 1800 conquistò il Forte di Bard. 
Nel quadro si vede il Primo Console (Napoleone Bonaparte) disteso, in un momento di riposo dalle fatiche dell'impresa, mentre sullo sfondo si scorge la sagoma del fortino, tra dirupi e sentieri impervi sapientemente descritti.